# Суходольский, Михаил Игоревич
Михаил Игоревич Суходольский (род. 13 мая 1964, посёлок Пушкинские Горы, Пушкиногорский район, Псковская область) — первый заместитель министра внутренних дел РФ (март 2008 года — июнь 2011 года), генерал-полковник полиции.

## Карьера
В 1981 году окончил марыйскую среднюю школу № 5, после чего поступил в Краснодарское высшее военное училище имени генерала армии С. М. Штеменко, которое окончил в 1985 году.
С 1985 по 1990 год служил в Вооружённых Силах СССР.
В 1990 году поступил на работу оперуполномоченным отдела ОБХСС УВД Перовского райисполкома Москвы. До 1999 года служил на оперативно-командных должностях в криминальной милиции Москвы.
В 1999 году был назначен начальником отдела по борьбе с преступлениями в сфере интеллектуальной собственности при Главном управлении по борьбе с экономическими преступлениями МВД России.
В 2002 году окончил Российскую академию государственной службы, после чего был назначен на должность начальника Главного управления вневедомственной охраны МВД России.
В 2003 году Суходольский своим приказом создал Межрегиональный координационный центр (МКЦ) ГУВО МВД России, на который возлагаются функции охраны должностных лиц и перевозимых грузов.
В 2005 году Суходольским создано ФГУП «Охрана». Данное ФГУП было образовано в ходе реорганизации Управления вневедомственной охраны и является мощнейшим игроком на национальном рынке охранных услуг.
28 февраля 2005 года назначен на должность заместителя министра внутренних дел Российской Федерации.
В марте 2008 года указом президента Суходольский был назначен на должность первого заместителя министра внутренних дел России.
В 2009 году в качестве главного героя в Санкт-Петербурге принял участие в съёмках фильма «Честь имею» (автор А. Рабинович, режиссёр Е. Леонов-Гладышев, ведущие актёры С. Кошонин и А. Самохина).
11 июня 2011 года указом президента Российской Федерации освобождён от должности первого заместителя министра внутренних дел Российской Федерации и назначен начальником Главного управления МВД России по г. Санкт-Петербургу и Ленинградской области, сменив на этом посту Владислава Пиотровского. Одновременно ему присвоено специальное звание генерал-полковник полиции.
10 февраля 2012 года указом президента РФ снят с должности начальника Главного управления МВД России по Санкт-Петербургу и Ленинградской области, причины отставки официально не сообщаются. Пресса связывает увольнение со смертью 15-летнего подростка Никиты Леонтьева, подозреваемого в грабеже и избитого участковым Невского района Денисом Ивановым в ходе допроса в полицейском участке Санкт-Петербурга, которая вызвала широкий общественный резонанс. Склоняясь к мысли, что смерть подростка, к которой сам Суходольский явно не имел отношения, была лишь поводом, эксперты и журналисты называют следующие причины для отставки:
- серьёзные разногласия команды Суходольского и коллектива петербургского главка под лидерством начальника полиции Сергея Умнова, ставшего врио нового начальника ГУ.[7]
- отказ Суходольского явиться на годовую коллегию МВД России, возглавляемую президентом Российской Федерации Д. А. Медведевым;
- отставка последовала за воспринятым властью как шантаж или ультиматум «личным резким заявлением» Суходольского о том, что из-за проверки петербургской полиции в городе возможна дестабилизация ситуации в предвыборный период[8];
- уголовное дело о мошенничестве (ст. 201 и ст. 159 УК РФ), возбуждённое в отношении курируемого им ФГУП «Охрана», оказывающего коммерческие услуги. ФСБ России в конце 2011 года начала проводить антикоррупционную проверку генерала и его сына, подозревая в причастности к хищениям в особо крупном размере.[9]

Отставка происходила со скандалом, вызовом Суходольским спецназа по тревоге «Захват ГУ», после отставки подали рапорт об увольнении 12 сотрудников — вся его команда приехавшая из Москвы, однако главк опровергает слухи о массовых увольнениях.
Сам Суходольский возмущён обвинениями СМИ и кадровой политикой МВД России. Он отрицает вменяемые ему обвинения, указывая, что ФГУП «Охрана» никогда не получало бюджетных денег и, соответственно, не могло их потратить нецелевым образом. Кроме того, все крупные контракты, которые заключало предприятие, согласовывались многими сотрудниками МВД и Росимущества, которые до лета 2011 года не высказывали никаких претензий по сделкам ФГУП.

## Семья
Михаил Суходольский женат, имеет троих детей (дочь и двоих сыновей).

## Награды
- орден Почёта,
- Медаль ордена «За заслуги перед Отечеством» II степени, медаль «За отличие в охране общественного порядка» и ряд других наград;
- три Благодарности президента Российской Федерации, почётная грамота президента Российской Федерации.